# 水壶架

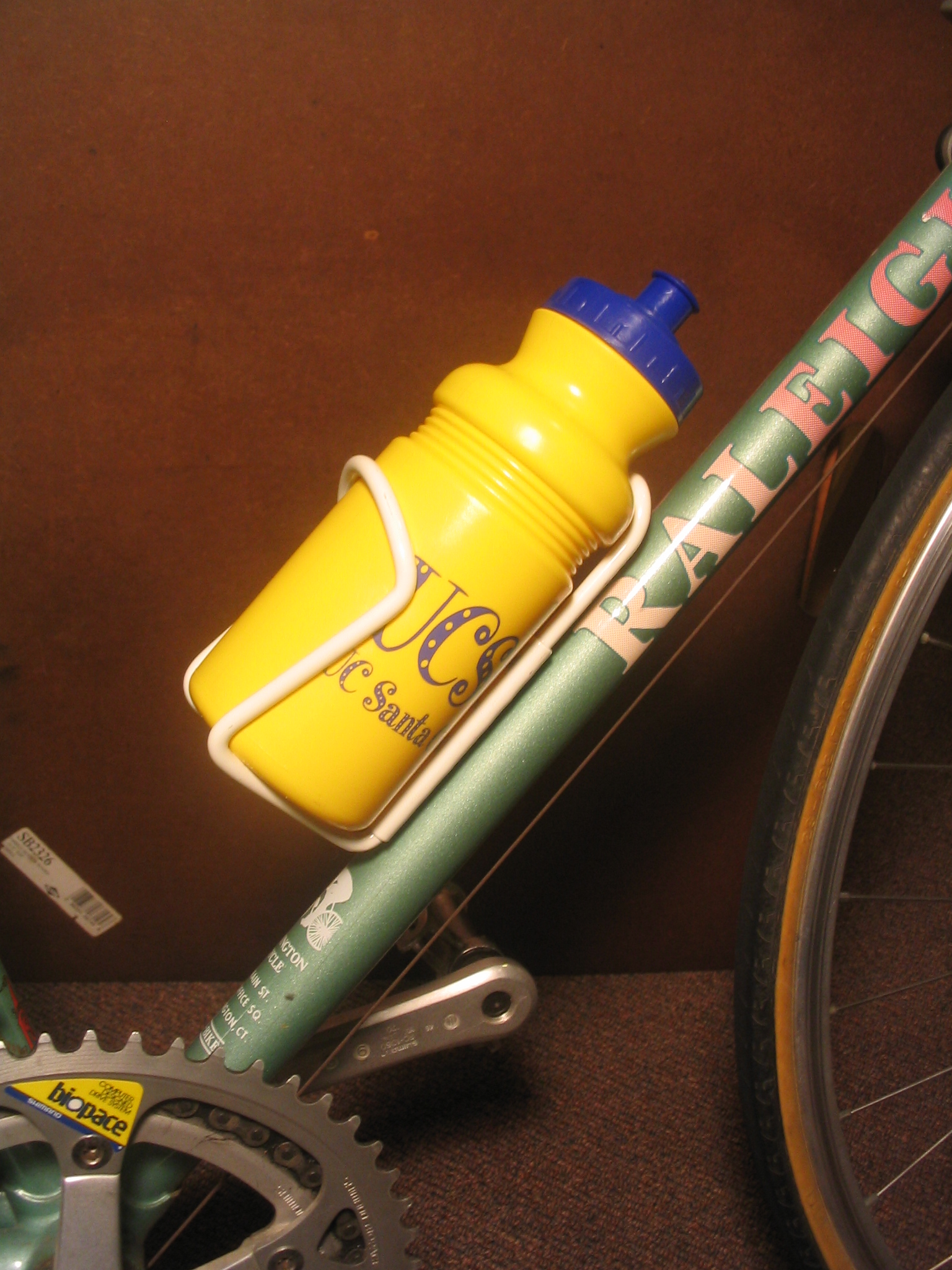
白色的水壶架固定在自行车车架上

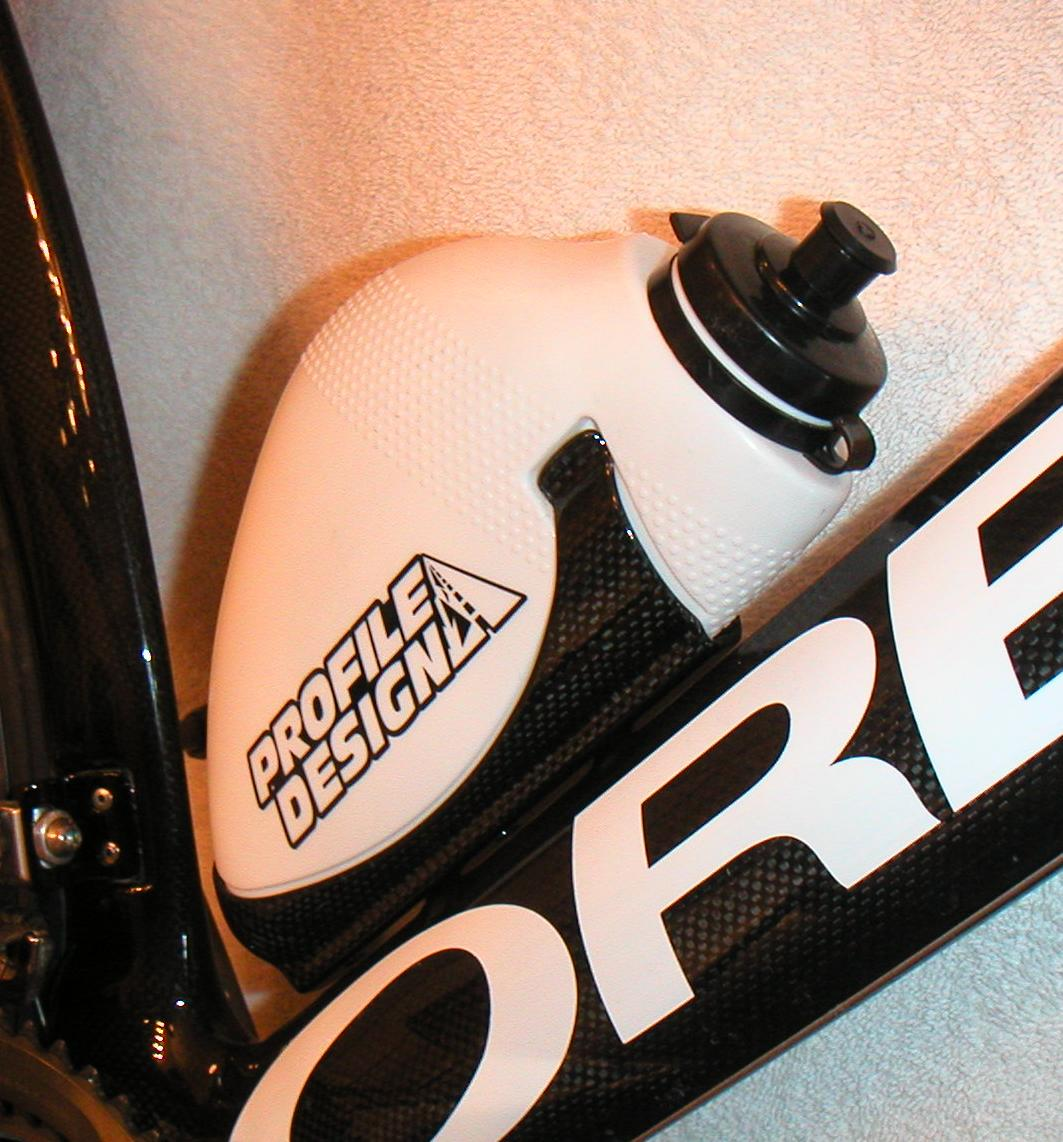
水壶架

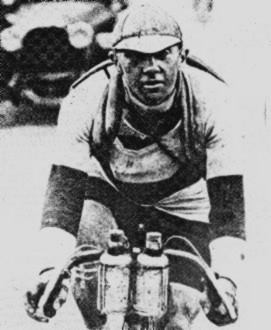
1919年环法自行车赛期间的水壶架

水壶架是一種用于将水壶固定在自行車上的零部件。它由塑料、铝、不鏽鋼、钛或碳纖維強化聚合物制成，水壶架可以固定在自行车车架、自行車把手上。大多数自行车车架上都有螺钉孔，水瓶架就可以安裝在這裡。对于没有螺钉孔的自行车車架，人們需要用夹子来固定水壺架。